# 神様、キサマを殺したい。
『神様、キサマを殺したい。』（かみさま、キサマをころしたい。）は、松橋犬輔による日本の漫画作品。クライムサスペンス漫画。『ジャンプ改』（集英社）にて2013年10月号より2014年11月号まで連載。『ジャンプ改』休刊に伴い、同社の『少年ジャンプ+』に移籍し連載中。
松橋犬輔が『ジャンプ改』で連載を持つのは『君とガッタメラータ！』に続き2作目。

## あらすじ
殺人をただ趣味として行うもはや人間ではなく、別な動物といえる殺人鬼、笛田マコトの殺人現場を咲村千穂は目撃してしまう。彼女を殺そうとするも彼女の話を聞き、マコト（マコちん）は殺害を延期する。彼女の父は横領の濡れ衣を着せられ、彼女の母親を殺し、自殺。妹も何者かにより事故に見せかけ殺されてしまったのだった。マコちんは、彼女に、家族を殺した犯人全員を皆殺しにし、最後に彼女を殺すと宣言。こうして、マコちんと千穂の復讐劇が始まった。

## 登場人物
笛田 マコト（ふえた マコト） / マコちん
本作の主人公。人気のない空地を「養殖場」と呼び、無邪気に殺人を繰り返す謎の少年。千穂から、家族を不幸に陥れた加害者全員の「殺人」を依頼される。大人数人を一瞬で殺害するなど、戦闘能力は極めて高く、トヨ吉からは相当な訓練を受けていると評される。12話にて過去の一端が明かされる。身長は低く大変可愛らしい容姿をしていることにより、「女装」が上手く、色仕掛けで相手を油断させることで殺人を成功させることも多い。
咲村 千穂（さきむら ちほ）
本作のヒロイン。自分以外の家族全員を死に追いやられて自殺しようとしていたところ、工事現場（養殖場）で男性を殺害しているマコちんと出会い、拒んでいた自殺の手引きをされそうになるが、ひょんなことからコンビとなる。マコちんに家族の死に関与していた人物を片っ端から殺してもらう代償としてそれらを達成し終えた後、殺人鬼であるマコちんに自身が殺害されるという契約を交わす。
六郷 トヨ吉（ろくごう トヨきち）
砂辺議員の依頼を受け、マコちんを狙う凄腕の猟師。マコちんと死闘を繰り広げる。
砂辺 権蔵(（すなべ ごんぞう）
衆議院議員。自己中心的な性格で、息子が殺されたことに「自分のものを壊しやがって」と怒りを持ち、マコちんらの抹殺を狙う。
砂辺 栄斗（すなべ ひでと）
砂辺議員の息子であり、千穂の妹を強姦し死に追いやったグループのリーダー格。一度はマコちんに千穂を殺すよう急かされたが、強姦はできても殺人に興味がなかったことからマコちんに失望され殺害される。
日裏 博彰（ひうら ひろあき）
東大法学部を首席で卒業後、旧国家公務員試験Ⅰ種に一位合格して入庁した警察庁幹部候補生（キャリア）。階級は警部補。極度の潔癖症で常にガスマスクをつけている。現場に残されていた血痕などから犯人像を分析し、マコちんを追跡する。

## 評価
- 冲方丁
  - 単行本第1巻の帯にて、「とことん挑発的！先が気になって仕方がない！」と絶賛。

## 書誌情報
- 松橋犬輔 『神様、キサマを殺したい。』 集英社〈ヤングジャンプコミックス〉、既刊4巻（2015年8月4日現在）
  1. 2014年6月10日発売 ISBN 978-4-08-879852-3
  2. 2014年7月10日発売 ISBN 978-4-08-879853-0
  3. 2015年2月4日発売 ISBN 978-4-08-890160-2
  4. 2015年8月4日発売 ISBN 978-4-08-890202-9